# Uschi Digard
Uschi Digard född 15 augusti 1948 i Saltsjö-Duvnäs, är en svenskamerikansk skådespelerska av schweiziskt ursprung, född Ursula "Uschi" Bernell. Hon flyttade som ung till England för att jobba som modell, och medverkade senare i ett antal avant-gardefilmer i Sverige. 1966 flyttade hon till USA. Digard har varit med i ett stort antal b-filmer (flera av dem gjorda av Russ Meyer), samt ett antal mjukpornografiska filmer och vek även ut sig i ett flertal herrtidningar. Hon lär ska ha varit gift med samma man sen 1969, och bor sen karriären var över i Palm Springs.
Ryktena om att hon skulle ha fötts i Bismarck, North Dakota härrör sig från det faktum att staden på 1960- och 70-talen präglades av för sin tid liberala tankar, varför många av hennes drygt 100 filmer, där hon ofta bara medverkade några sekunder som eye candy, fick sin urpremiär i denna småstad.

## Filmografi i urval
- 1968: Får jag kyssa din fjäril?
- 1968: The Kill
- 1969: Uschi!
- 1969: The Scavengers
- 1969: The Marauders
- 1970: Cherry, Harry & Raquel!
- 1970: Sandra och den fria kärleken
- 1970: All the Lovin' Kinfolk
- 1970: The Art of Gentle Persuasion
- 1970: Roxanna
- 1970: Fuzz
- 1970: Dr. Christina of Sweden
- 1971: The Seven Minutes
- 1971: Up Your Alley
- 1971: Fancy Lady
- 1971: The Cult
- 1971: The Big Snatch
- 1971: Pinocchio
- 1971: The Cut-Throats
- 1971: Wow, It's Cindy!
- 1971: The Seven Minutes
- 1971: The Toy Box
- 1971: A Touch of Sweden
- 1971: De övererotiska
- 1971: Coed Dorm
- 1972: Hollywood Babylon
- 1972: Prison Girls
- 1972: Vild pornografi
- 1972: The Dirt Gang
- 1972: Snuten i 87:e
- 1972: I friskaste laget
- 1972: Prison Girls
- 1972: Blood Sabbath
- 1973: Welcome Home, Johnny
- 1973: The Black Alley Cats
- 1973: Superchick
- 1974: Poor Cecily
- 1974: Truck Stop Women
- 1974: The Dicktator
- 1975: Ilsa: She Wolf of the SS
- 1975: Supervixens
- 1975: The Black Gestapo
- 1975: Killer elite - mördargänget
- 1976: Fantasm
- 1976: Female Chauvinists
- 1977: Fräckisar
- 1977: The Kentucky Fried Movie
- 1977: Fantasm Comes Again
- 1977: The Big Bounce
- 1978: The Disco Dolls in Hot Skin
- 1979: Beneath the Valley of the Ultra-Vixens
- 1980: John Holmes and the All-Star Sex Queens (kavalkad)
- 1980: Disco Sex Party
- 1980: Uschi Digard vs Candy Samples - Battle of the Bosoms
- 1989: Uschi vs. Roni
- 2001: The Breast of Russ Meyer
- 2002: Pandora Peaks (video, berättarröst)